# اچ‌ام‌اس چستر (۱۷۴۳)
اچ‌ام‌اس چستر (۱۷۴۳) (به انگلیسی: HMS Chester (1743)) یک کشتی بود که طول آن ۱۴۰ فوت (۴۲٫۷ متر) بود. این کشتی در سال ۱۷۴۳ ساخته شد.